# Zhinvali
Zhinvali (en georgiano: ჟინვალი) es un asentamiento urbano en el norte de Georgia, ubicada en el centro de la región de Mtsjeta-Mtianeti y siendo parte del municipio de Dusheti. 

## Geografía
Zhinvali está flanqueada por el río Aragvi y rodeada por las montañas del Cáucaso, 50 kilómetros al norte de Tiflis y a 15 km de Dusheti.

### Clima
El clima en Zhinvali es moderadamente húmedo, con inviernos moderadamente fríos y veranos largos y cálidos.
| Parámetros climáticos promedio de Zhinvali | Parámetros climáticos promedio de Zhinvali | Parámetros climáticos promedio de Zhinvali | Parámetros climáticos promedio de Zhinvali | Parámetros climáticos promedio de Zhinvali | Parámetros climáticos promedio de Zhinvali | Parámetros climáticos promedio de Zhinvali | Parámetros climáticos promedio de Zhinvali | Parámetros climáticos promedio de Zhinvali | Parámetros climáticos promedio de Zhinvali | Parámetros climáticos promedio de Zhinvali | Parámetros climáticos promedio de Zhinvali | Parámetros climáticos promedio de Zhinvali | Parámetros climáticos promedio de Zhinvali |
| Mes                                        | Ene.                                       | Feb.                                       | Mar.                                       | Abr.                                       | May.                                       | Jun.                                       | Jul.                                       | Ago.                                       | Sep.                                       | Oct.                                       | Nov.                                       | Dic.                                       | Anual                                      |
| ------------------------------------------ | ------------------------------------------ | ------------------------------------------ | ------------------------------------------ | ------------------------------------------ | ------------------------------------------ | ------------------------------------------ | ------------------------------------------ | ------------------------------------------ | ------------------------------------------ | ------------------------------------------ | ------------------------------------------ | ------------------------------------------ | ------------------------------------------ |
| Temp. máx. media (°C)                      | 3.5                                        | 4.7                                        | 9.3                                        | 16                                         | 21.2                                       | 24.8                                       | 27.6                                       | 27.6                                       | 23.3                                       | 17.5                                       | 10.3                                       | 5.2                                        | 15.9                                       |
| Temp. media (°C)                           | -0.9                                       | 0.1                                        | 4.4                                        | 10                                         | 15.1                                       | 18.7                                       | 21.5                                       | 21.5                                       | 17.3                                       | 11.9                                       | 5.8                                        | 1                                          | 10.5                                       |
| Temp. mín. media (°C)                      | -5.2                                       | -4.4                                       | -0.5                                       | 4                                          | 9.1                                        | 12.6                                       | 15.5                                       | 15.4                                       | 11.3                                       | 6.3                                        | 1.4                                        | -3.2                                       | 5.2                                        |
| Precipitación total (mm)                   | 30                                         | 37                                         | 49                                         | 72                                         | 112                                        | 103                                        | 75                                         | 62                                         | 58                                         | 56                                         | 56                                         | 39                                         | 749                                        |
| Fuente: Climate-Data.org                   |                                            |                                            |                                            |                                            |                                            |                                            |                                            |                                            |                                            |                                            |                                            |                                            |                                            |

## Historia
Según fuentes escritas georgianas, la aldea original surgió en la segunda mitad del siglo XII y el asentamiento debió existir mucho antes. Según Vajushti de Kartli, Zhinvali es una "ciudad antigua".
El asentamiento actual fue creado en relación con la construcción del complejo hidroeléctrico de Zhinvali y la antigua aldea de Zhinvali cayó en la zona de inundación, por lo que la mayoría de la población se instaló en entre las aldeas de Aranis y Bichnigaurtkar (donde se construyó el nuevo Zhinvali). El estatus de asentamiento urbano fue concedido en 1976. 

## Demografía
La evolución demográfica de Zhinvali entre 1989 y 2014 fue la siguiente:
| 3910                                            | 1929 | 1828 |
| (Fuente: Population of Georgia in Soviet times) |      |      |

Según el censo de 2014, los georgianos constituían el 99,3% de la población local.

## Economía
Zhinvali tiene una de las centrales hidroeléctricas más grandes de Georgia con una capacidad de 130 megavatios.

## Infraestructura

### Transporte
Zhinvali está situada en la carretera militar de Georgia. 